# Kupeia
Kupeia is een geslacht van zee-egels uit de familie Hemiasteridae.

## Soorten
- Kupeia toi McKnight, 1974